# إيدويا مينديا
إيدويا مينديا (مواليد 1965 في بلباو) سياسية إسبانية، ومنذ 2014 عملت أمين عام للحزب الاشتراكي لبلاد الباسك - يسار بلاد الباسك. منذ عام 2020 وهي تشغل منصب النائب الثاني للرئيس والوزيرة الإقليمية للعمل في حكومة الباسك بقيادة إينيغو أوركولو. في السابق من عام 2009 إلى عام 2012 شغلت منصب وزيرة الداخلية والعدل والإدارة العامة والمتحدث باسم حكومة الباسك بقيادة باتشي لوبيز.